# 대구동원초등학교
대구동원초등학교는 대한민국 대구광역시 수성구 만촌동에 있는 초등학교이다.

## 연혁
- 1981-03-01 대구범어국민학교에서 분리 개교(20학급)
- 1981-03-23 본교로 교사 이전(개교기념일)
- 1983-02-16 제1회 졸업식(졸업생 수 245명)
- 1996-03-01 대구동원초등학교로 명칭 변경
- 1998-03-01 병설유치원 1학급 개원
- 2008-03-01 대구광역시교육청 지정 초등영어교육연구학교 운영
- 2008-03-24 영어체험학습실 개관
- 2009-10-15 급식실 현대화, 운동장 재정비
- 2012-03-01 대구광역시교육청 지정 융합인재교육(STAM)시범학교 운영(1년간)
- 2012-06-05 다목적강당(빛솔관) 개관
- 2013-02-01 Wee 클래스(상담실) 구축
- 2018-03-01 조경숙 교장 부임
- 2018-03-01 놀이기반 수업실천 선도학교 운영
- 2018-03-01 교육부 인성교육 중점학교 운영
- 2018-09-08 운동장 배수로 등 정비
- 2018-12-24 인성교육 중점학교 교육부 장관상 수상
- 2019-01-09 제37회 졸업(96명, 총 졸업생 수 8303명)
- 2019-02-28 돌봄2실, 연계형 돌봄 1교실 구축, 리노베이션 교실 3실 구축, 화장실 현대화, 전교실 출입문 및 복도창호 교체, 운동장 조례대 정비 및 스탠드 데크 설치, 무석면 학교 실현, 전 교실 LED 등 및 냉난방기(공기청정키트 포함) 교체
- 2019-03-01 21학급 편성(유치원 1학급)
- 2019-03-01 교육부 요청 대구광역시 지정 인성교육시범학교 운영(1년간)
- 2019-05-30 창의융합과학실 구축
- 2019-08-23 미래형 도서관(빛과 소금) 구축

## 참고 자료
- 대구동원초등학교 - 한국교육학술정보원 학교알리미